# Нотр-Дам-де-Мезаж
Нотр-Дам-де-Мезаж (фр. Notre-Dame-de-Mésage) — коммуна во Франции, находится в регионе Рона — Альпы. Департамент коммуны — Изер. Входит в состав кантона Визий. Округ коммуны — Гренобль.
Код INSEE коммуны — 38279. Население коммуны на 1999 год составляло 1203 человека. Населённый пункт находится на высоте от 270 до 1276 метров над уровнем моря. Муниципалитет расположен на расстоянии около 490 км юго-восточнее Парижа, 95 км юго-восточнее Лиона, 27 км юго-западнее Гренобля. Мэр коммуны — Tonino TOIA, мандат действует на протяжении 2008—2014 гг.
Динамика населения (INSEE):